# Kes (Russland)
Kes (russisch und udmurtisch Кез) ist eine Siedlung (possjolok) in der Republik Udmurtien in Russland mit 11.080 Einwohnern (Stand 14. Oktober 2010).

## Geographie
Der Ort liegt etwa 120 km Luftlinie nordnordöstlich der Republikhauptstadt Ischewsk am rechten Ufer des Lyp, eines rechten Nebenflusses der Tschepza, unterhalb der Einmündung des Jus.
Kes ist Verwaltungszentrum des Rajons Kesski sowie Sitz dreier Landgemeinden mit folgenden Ortschaften:
- Kesskoje selskoje posselenije: neben Kes das Dorf Doma 1242 km
- Kljutschewskoje selskoje posselenije (Gebiet nordwestlich von Kes) mit den Dörfern Kljuschewskoje, Matyslud, Kwasser, Kamyschewo, Maly Puschmes, Puschmes, Werch-Syga und Werch-Udi sowie dem Weiler (potschinok) Paschman
- Sosnowoborskoje selskoje posselenije (Gebiet südwestlich von Kes) mit den Dörfern Adjamigurt, Kesdur, Lipowka, Maloje Medlo, Nadeschda, Pikscha, Schernopi, Sosnowy Bor, Stengurt, Syga I, Syga II, Syga III, Tschekschur, Wanjalud

## Geschichte
Der Ort entstand 1897 im Zusammenhang mit dem Bau der Eisenbahnstrecke Perm – Wjatka (heute Kirow) – Kotlas, die 1899 den Betrieb aufnahm und auf dem Abschnitt Kirow – Perm heute Teil der Hauptstrecke der Transsibirischen Eisenbahn ist. Die Stationssiedlung entwickelte sich schnell zu einem lokalen Zentrum und wurde 1929 Verwaltungssitz eines Rajons. Von Mai 1942 bis 2008 besaß Kes den Status einer Siedlung städtischen Typs.

### Bevölkerungsentwicklung
| Jahr | Einwohner |
| ---- | --------- |
| 1939 | 1.821     |
| 1959 | 5.331     |
| 1970 | 7.481     |
| 1979 | 8.434     |
| 1989 | 10.030    |
| 2002 | 10.913    |
| 2010 | 11.080    |

Anmerkung: Volkszählungsdaten

## Verkehr
Kes liegt bei Streckenkilometer 1244 der Transsibirischen Eisenbahn (ab Moskau), die aus diesem Abschnitt seit 1961 elektrifiziert ist. Straßenanbindung besteht zum knapp 30 km südlich gelegenen benachbarten Rajonverwaltungssitz Debjossy an der Zweigstrecke Kasan – Ischewsk – Perm der föderalen Fernstraße M7 Wolga.